# 다치히리 셰르파
다와 다치히리 셰르파(영어: Dawa Dachhiri Sherpa, 네팔어: दाछिरी शेर्पा, 1969년 11월 3일 ~ )는 네팔의 크로스컨트리 스키 선수이다.
다치히리 셰르파는 여러 해에 걸친 연습 끝에 최고 수준을 가진 울트라마라톤 선수 가운데 한 사람이 되었고 스위스에서 열린 윌트라트레유 뒤 몽블랑을 포함한 여러 울트라마라톤 대회에서 우승했다. 셰르파는 네팔 올림픽 위원회로부터 스키 선수로 참가하라는 제안을 받으면서 크로스컨트리스키 선수로도 활동했고 3차례의 동계 올림픽(2006년 토리노 동계 올림픽, 2010년 밴쿠버 동계 올림픽, 2014년 소치 동계 올림픽)에 참가했다.

## 경력
다치히리 셰르파는 해발 2,700m에 달하는 에베레스트산에 위치한 네팔 솔루쿰부 마을에서 태어났다. 6세 시절에 불교, 무술, 명상을 배우기 위해 수도원에 들어갔지만 13세 시절에 아버지의 죽음을 목격하면서 형제들을 돌보기 위해 마을로 돌아오게 된다. 셰르파는 트레킹을 조직하는 에이전시에서 요리사로 일하면서 네덜란드 출신 관광객들로부터 영어를 배우게 된다.

### 울트라마라톤 선수
셰르파는 25세 시절에 스위스에서 열린 산악 달리기 대회에 처음 참가했다. 셰르파의 형이 달리기에서 우승했지만 셰르파가 2단계에서 우승했다. 셰르파는 1995년에 스위스에서 열린 같은 울트라마라톤 대회 도중에 자신의 연인을 만났고 1998년에 결혼하게 된다. 셰르파는 많은 울트라마라톤 대회에 참가하면서 가장 어려운 레이스에서 우승을 차지했을 정도로 세계에서 가장 뛰어난 울트라마라톤 선수들 가운데 하나가 되었다. 또한 몇 킬로미터를 삼킬 정도로 무엇보다 친절한 스포츠맨십을 보여준 것이 눈에 띄었다.
셰르파는 1998년에서 열린 베르동 마라톤에서 첫 우승을 차지한 이후에 트레일 러닝에서 중요한 기록을 갖고 있다. 셰르파는 안나푸르나 만다라 트레일, 침베 레이드, 인테르락스, 그랜드 레이드 메르캉투르, 6000D, 윌트라트레유 뒤 몽블랑을 비롯한 100개 이상의 울트라마라톤 대회에서 우승을 차지했다. 특히 2003년에 프랑스, 이탈리아, 스위스에서 열린 윌트라트레유 뒤 몽블랑 대회에서는 20시간 5분 59초만에 155km를 완주하여 우승을 차지하는 영예를 안았다.

### 크로스컨트리 스키 선수
셰르파가 크로스컨트리 스키의 세계에 온 것은 영화 《쿨러닝》에 등장하는 자메이카 봅슬레이 국가대표팀 선수들을 연상시킨다는 평가를 받았다. 2002년에는 네팔 올림픽 위원회가 스위스에 거주하고 있던 셰르파에게 스키 선수로 참가할 것을 제안했다. 그 이유는 세계에서 가장 높은 에베레스트산이 위치한 네팔은 스키 슬로프가 없을 정도로 스키가 생소한 곳이었지만 스위스에는 스키 기반 시설이 많았기 때문이다. 셰르파는 일본 아오모리에서 열린 2003년 동계 아시안 게임에 참가했고 중국 창춘에서 열린 2007년 동계 아시안 게임에도 참가하게 된다.
셰르파는 이탈리아 토리노에서 열린 2006년 동계 올림픽에 참가했으며 크로스컨트리 남자 15km 클래식에서 56분 47.1초를 기록하여 전체 99명 가운데 94위를 기록했다. 캐나다 밴쿠버에서 열린 2010년 동계 올림픽에서는 크로스컨트리 남자 15km 클래식에서 44분 26.5초를 기록하여 96명 가운데 92위를 기록했다. 러시아 소치에서 열린 2014년 동계 올림픽에서는 남자 15km 클래식에서 55분 39.3초를 기록하여 91명 가운데 86위를 기록했다.

## 사생활
셰르파는 2007년에 자신의 이름을 딴 자선 단체인 다와셰르파 익스피리언스(Dawasherpa experiences)를 설립했다. 셰르파는 2014년에 스위스 보주 르디아블레르 마을에 본부를 둔 인도주의 트레일 러닝 단체인 휴머니트레일(Humani'Trail)의 스폰서로 임명되었다.